# 序言書室
序言書室（英語：Hong Kong Reader Bookstore）是位於香港旺角西洋菜南街的樓上書店，由三個哲學系畢業生李達寧、黃天微、李文漢在2007年集資創辦，開書店的宗旨是推廣學術文化，主要售賣及代訂人文學科及社會科學的中文及英文書籍。
此書室的特色之一是常舉辦各類文化活動，如讀書會、座談會及新書發布會等，頻率之高在香港屬罕見。主講者時常會是各個領域的知名人士，因此經常有大批香港青年慕名前來參加，有時人數爆滿則會臨時關店。
此書室的「店長」是未未（一隻獨眼貓），牠經常坐在書室創辦人的座位上，並從來不會抓花書本。

## 書室名由
序言書室名為「序言書室」原因有三：第一，顧名思義「序言」即「聚賢」（粵語的「序言」和「聚賢」讀音相同），序言書室創辦人李達寧希望透過這片土地，能夠匯聚社會上各方面的賢能之士，令到對學術文化有興趣的人能夠聚在一起。第二，「序」是放在書的首頁，意味著開始，因此「序言書室」代表年青人成就文化事業抱負之始。第三，序言書室創辦人李達寧希望將來能匯聚更多力量，進一步推廣香港的學術文化。

## 書室格局

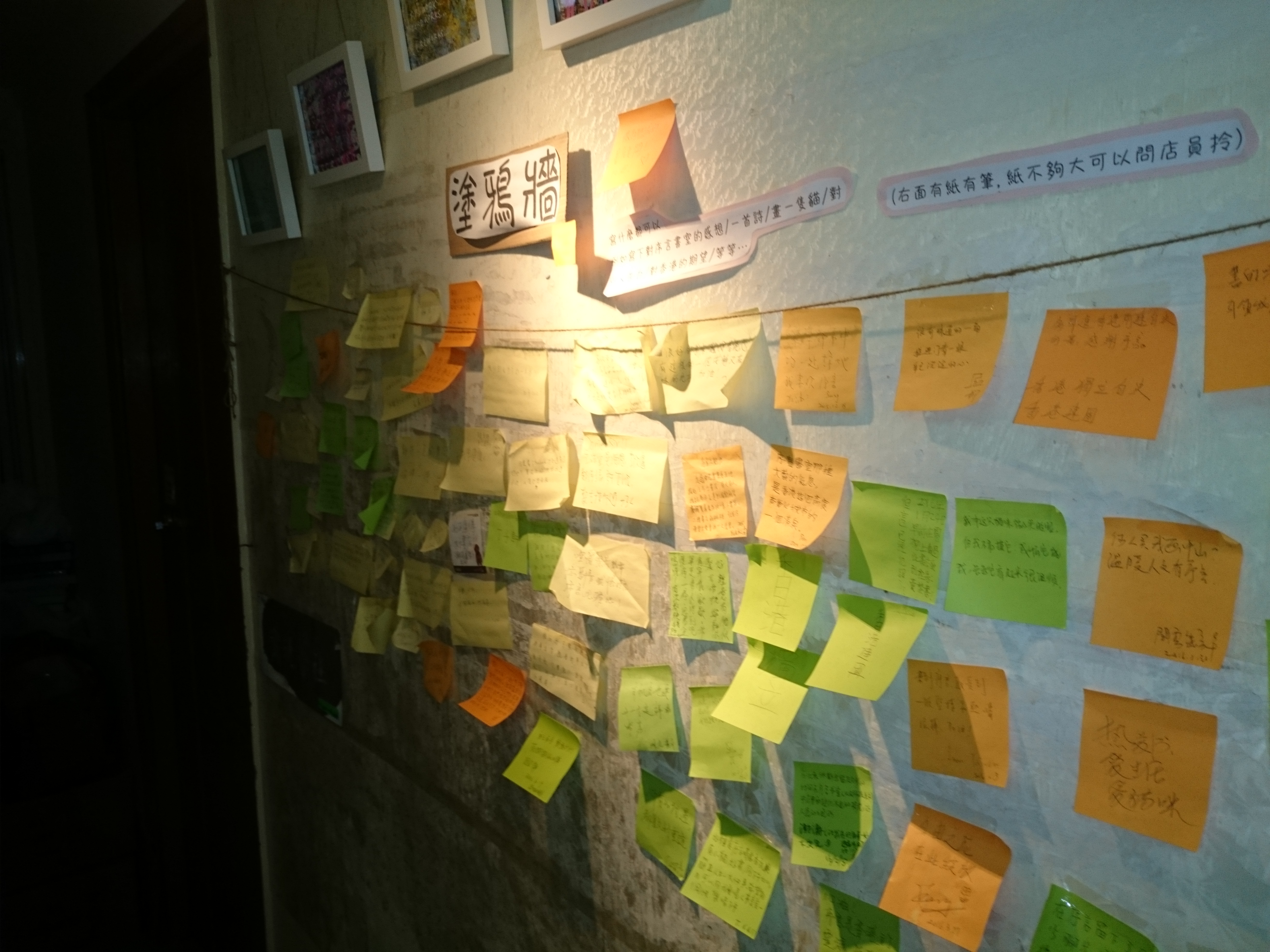
序言書室近廁所的走廊有一塊塗鴉牆

序言書室內劃分角落，在靠窗位置騰出空間，設講台及梳化座椅，提供空間讓讀者安坐閱讀、喝飲料、上網、小組討論，甚至進行小型的學術文化講座，在近廁所的走廊又有一塊塗鴉牆（留言牆），讓讀者留言。

## 選書標準
序言書室的選書標準主要以人文、社會學術為主及看是否能賣和是否值得閱讀。若當時有特別的議題序言書室店員會趁勢選那些書，例如分析金融風暴和伊斯蘭國的書。基本上不看是哪裡出版，除非同一本書有多個版本，才會考慮是否容易進貨。

## 傳統
序言書室承襲香港中文大學哲學系的傳統，鼓勵學術文化、交流意見。此外，序言書室亦承襲康德的傳統，他從前教書，不收學費，而是由學生自願把學費投入錢箱，津貼開支。因此，序言書室舉辦講座時，會在活動中傳遞錢箱，讓參加者自願捐助，幫補場租。

## 事件

### 尋找108個好漢大行動
2015年，序言書室店員在打入貨單時，誤把本來10本的《ISIS大解密》入書量加多一個8字在後面，變成108本，並又剛好沒有檢查書單就寄出，而書籍是從台灣訂購的，下單後無法取消，唯有大折扣清貨，以6折$65出售（原價$107）。
2015年5月6日，序言書室店員於序言書室的Facebook専頁發帖，標題為「尋找108個好漢大行動」，陳述上述事情並呼籲人們多多幫忙。
在大約兩日《ISIS大解密》便全部售罄，但仍有人打電話或到店尋書。序言書室創辦人李達寧對此估計「大概因為 ISIS 是熱門話題，大家本來就想了解吧」。

### 受林榮基影響 不保留會員購書紀錄
2016年6月16日傍晚，銅鑼灣書店店長林榮基在記者會揭示中華人民共和國中央政府已掌握約600名書店客戶訂書紀錄，包括中、港人士的資料，涉及書籍約4,000本

（林榮基強調自己沒有透露客戶資料給中國，並補充李波已將裝有「寄書資料」的硬碟交給中國）。
同日記者會結束後，序言書室在Facebook專頁上公佈，由於林榮基事件影響，由當日開始，書室不會保留任何會員購書紀錄，並呼籲會員若需要更改或移除會籍資料，可與書室聯絡。
同日，序言書室店員黃小姐表示，書室向來時有舉辦與政治有關的活動，亦有銷售政治敏感的書籍，當晚看到林榮基在記者會上指，中國要求林榮基交出銅鑼灣書店的讀者訂書紀錄後，為保險起見，書室決定切割會員系統與銷售系統，不再紀錄會員的購書資料。至於昔日的會員購書紀錄，黃小姐指，目前需要等待電腦技術支援，所以暫時未能即時從電腦系統上刪除會員的購書紀錄，但她將會盡快把紀錄刪除。然而，黃小姐表示，序言書室將保留只紀錄姓名、電話和電郵的會員制度。她續說，如果會員想移除資料，可以聯絡書店處理。黃小姐補充，政治敏感書籍佔全店書目僅是少數，而銷量亦不多。